# Mont Heng (Shanxi)
Pour les articles homonymes, voir Hengshan.
Ne pas confondre le mont Heng 恆山 du Shanxi avec son homonyme le mont Heng du Hunan 衡山, également l'une des cinq montagnes sacrées connue sous le nom de montagne du Nord.

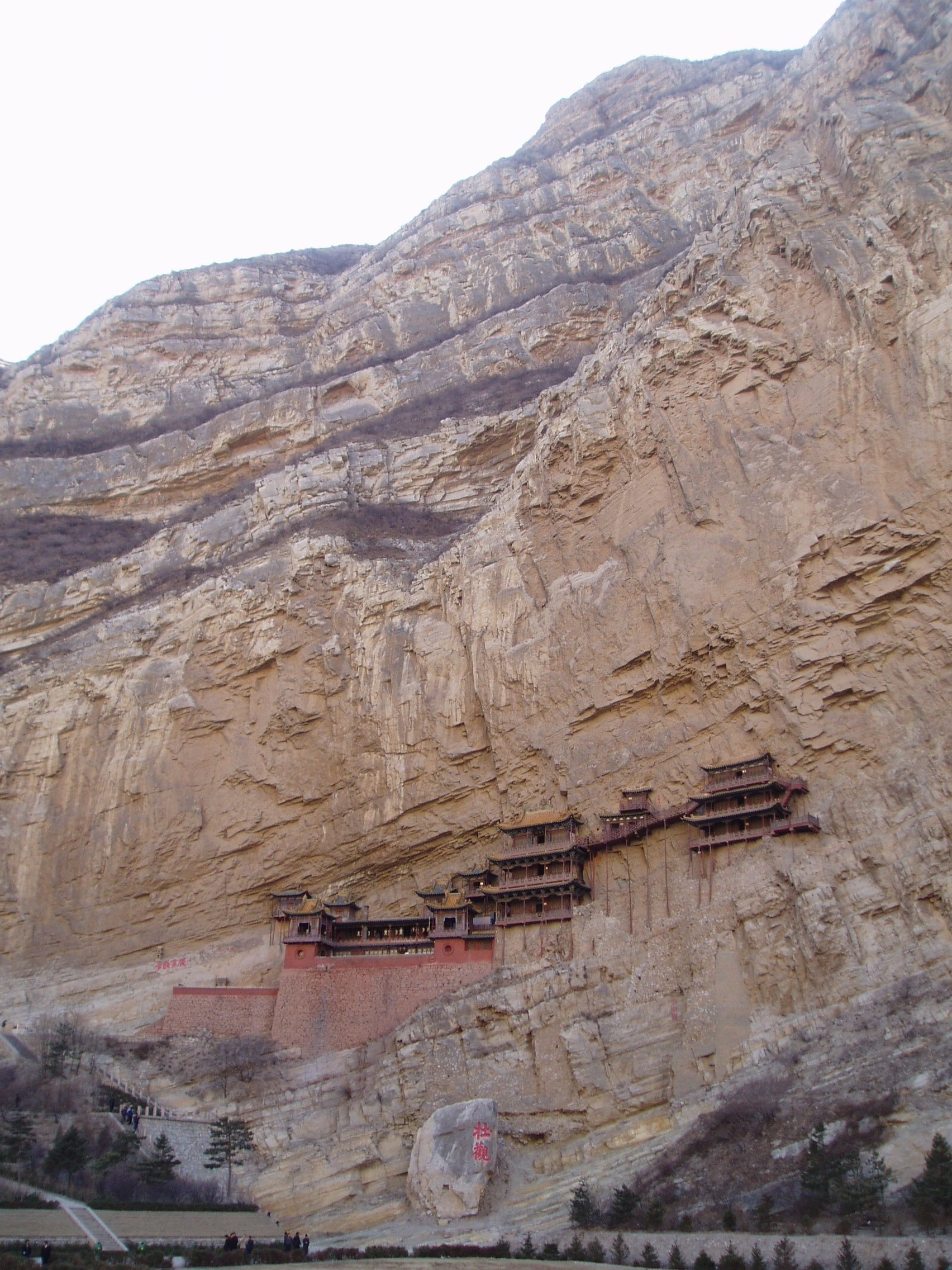
Monastère suspendu de Xuankongsi dans le Heng Shan

Le mont Heng (sinogrammes simplifiés : 恒山 ; sinogrammes traditionnels : 恆山 ; pinyin : héng shān) est une montagne situé dans le nord-est la province du Shanxi qui culmine à 2 016 m. C'est l'une des cinq montagnes sacrées de Chine aussi connue sous le nom de montagne du Nord (sinogrammes simplifiés : 北岳; sinogrammes traditionnels : 北嶽; pinyin : běi yuè).

## Autres noms
Le mont Heng est aussi connu sous les noms de 元岳 (pinyin : yuán yuè) ou 常山 (pinyin : cháng shān).

## Passe stratégique
Le col du Dragon d'or (sinogrammes simplifiés : 金龙峡 ; sinogrammes traditionnels : 金龍峽 ; pinyin : jīn lóng xiá) qui sépare les deux plus hauts sommets du mont Heng fut une importante passe stratégique qui portait dès les Ming le surnom de « première fortification naturelle du Nord »[réf. souhaitée].